# Nick Bockwinkel
Nicholas Warren Francis Bockwinkel, detto Nick (Saint Paul, 6 dicembre 1934 – Las Vegas, 14 novembre 2015), è stato un wrestler e attore statunitense.
Nel 2007 è stato introdotto nella WWE Hall of Fame. Fra i titoli maggiormente conosciuti che riuscì a vincere in carriera, figurano la cintura NWA World Tag Team Championship e la AWA World Heavyweight Championship.
Bockwinkel veniva considerato dagli addetti ai lavori un valido wrestler, sia sotto il profilo tecnico per la sua abilità sul ring, e sia per il notevole carisma dimostrato durante le interviste.

## Carriera

### Inizi
Bockwinkel iniziò la sua carriera da wrestler nel 1955, dopo un infortunio al ginocchio che gli precluse l'attività di giocatore di football americano. Dopo un periodo di allenamento svolto con il padre Warren, ex wrestler a livello regionale, e con Lou Thesz, passò i primi anni di carriera lottando in coppia con il padre. All'età di 16 anni, ebbe il suo match di debutto contro Thesz. Vinse il primo titolo importante nel 1963, battendo Tony Borne per l'NWA Pacific Northwest Heavyweight Championship.

### American Wrestling Association
Nel 1970, Bockwinkel entrò nella American Wrestling Association (AWA), dove formò un tag team con Ray Stevens che aveva come manager Bobby Heenan. Insieme, vinsero le cinture AWA World Tag Team Championship per tre volte (la prima volta nel 1972). Soprattutto Heenan e Bockwinkel formarono in questi anni una delle accoppiate di heel più valide.
Bockwinkel vinse il suo primo titolo AWA World Heavyweight Championship all'età di 40 anni, ponendo fine al regno da campione di Verne Gagne durato sette anni. Da campione mondiale heel, Bockwinkel ebbe diversi feud con wrestler come Billy Robinson, Dick the Bruiser, The Crusher, Mad Dog Vachon, Jerry Lawler, Otto Wanz, Mr. Saito, Verne Gagne e Hulk Hogan. Il 25 marzo 1979, Bockwinkel disputò un match con Bob Backlund, il campione mondiale WWF, che si risolse in un doppio count-out. In palio c'era l'unificazione dei due titoli.
All'inizio degli anni ottanta, Bockwinkel rimase coinvolto in una grossa controversia (ennesimo episodio in una serie di discutibili decisioni a favore di Bockwinkel) conosciuta come lo "screwjob" ai danni di Hulk Hogan. Il 18 aprile 1982, Hogan sconfisse Nick Bockwinkel per schienamento aggiudicandosi il titolo AWA World Title. Immediatamente dopo la conclusione del match, il presidente AWA Stanley Blackburn ribaltò la decisione dell'arbitro e riassegnò la cintura a Bockwinkel senza dare particolari spiegazioni. A seguito di questo episodio, Hogan, in procinto di acquisire notorietà nel panorama mondiale del wrestling, lasciò definitivamente la AWA per entrare nella WWF di Vince McMahon.
Il 22 febbraio 1984, Jumbo Tsuruta sconfisse Bockwinkel strappandogli l'AWA World Heavyweight Championship. Il 16 gennaio 1986, Bockwinkel lottò contro il campione NWA World Champion Ric Flair durante l'ultimo show dell'AWA a Winnipeg, Manitoba, alla Winnipeg Arena prima che la regione venisse acquisita dalla WWF. L'ultimo regno da campione mondiale AWA di Bockwinkel ebbe luogo nel 1987, all'età di 52 anni, prima di cedere la cintura ad un giovane wrestler emergente, Curt Hennig, al ppv SuperClash. Bockwinkel si ritirò nel 1987, chiudendo una carriera di circa quarant'anni di attività.

### Dopo il wrestling
Dopo aver smesso di combattere, Bockwinkel lavorò come road agent per la World Wrestling Federation, e anche come commentatore TV in maniera occasionale. Il vecchio campione tornò sul ring nel 1993 durante il ppv Slamboree: A Legends' Reunion. Lo show era sponsorizzato dalla World Championship Wrestling (WCW) ma vedeva scontrarsi ex atleti del ring provenienti da tutto il Paese. Bockwinkel lottò contro l'ex World Champion Dory Funk Jr. in un match terminato in pareggio per limite di tempo. Nel 1994, Bockwinkel ricoprì il ruolo di commissario WCW.
Il 31 marzo 2007, è stato introdotto nella WWE Hall of Fame.
L'8 novembre 2009, Bockwinkel si è sottoposto ad un intervento chirurgico al cuore per l'impianto di un triplo bypass.

## Morte
Il 15 novembre 2015, il Cauliflower Alley Club ha riportato la notizia del decesso di Bockwinkel avvenuto la sera precedente. La causa di morte non è stata resa nota.

## Altri media
Nel 1969, Bockwinkel interpretò il ruolo di Harry nella puntata Savage Sunday dello show Hawaii Five-O (in Italia Hawaii Squadra Cinque Zero). Bockwinkel recitò anche nel ruolo di un wrestler in un episodio della serie televisiva degli anni sessanta I Monkees.

## Personaggio

### Mosse finali
- Piledriver
- Sleeper Hold

## Titoli e riconoscimenti
- American Wrestling Association
  - AWA World Heavyweight Championship (4)
  - AWA World Tag Team Championship (3) - con Ray Stevens
- Championship Wrestling from Florida
  - NWA Florida Tag Team Championship (1) - con Ray Stevens
- Continental Wrestling Association
  - AWA Southern Heavyweight Championship (1)
- Mid-South Sports
  - NWA Georgia Heavyweight Championship (2)
  - NWA Georgia Television Championship (3)
- NWA Big Time Wrestling
  - NWA World Tag Team Championship (Texas version) (1) - con Ricky Romero
- NWA Los Angeles
  - NWA "Beat the Champ" Television Championship (2)
- NWA Mid-Pacific Promotions
  - NWA Hawaii Heavyweight Championship (2)
  - NWA Hawaii Tag Team Championship (1) - con Bobby Shane
  - NWA United States Heavyweight Championship (Hawaii version) (1)
- NWA San Francisco
  - NWA World Tag Team Championship (San Francisco version) (2) - con Ramon Torres
- Pacific Northwest Wrestling
  - NWA Pacific Northwest Heavyweight Championship (2)
  - NWA Pacific Northwest Tag Team Championship (3) - con Nick Kozak (2) e Buddy Mareno (1)
- Pro Wrestling Illustrated
  - PWI Stanley Weston Award (2007)
  - PWI Tag Team of the Year (1973) - con Ray Stevens
  - PWI lo classificò alla posizione numero 18 nella lista dei migliori 500 wrestler nei "PWI Years" del 2003
- Professional Wrestling Hall of Fame and Museum
  - Classe del 2003
- World Wrestling Association (Los Angeles)
  - WWA International Television Tag Team Championship (2) - con Édouard Carpentier (1) e Lord James Blears (1)
- World Wrestling Entertainment
  - WWE Hall of Fame (Classe del 2007)
- Wrestling Observer Newsletter
  - Wrestling Observer Newsletter Hall of Fame (Classe del 1996)